# 小行星9506
小行星9506（英語：9506 Telramund）是一颗围绕太阳公转的小行星。1973年9月25日，C. J. 万·豪敦、I. 万·豪敦-格勒内费尔德、T. 赫雷爾斯在帕洛马山发现了此天体。
这颗小行星的绝对星等为259.02797等。小行星9506以德国作曲家理查德·瓦格纳的歌剧《罗恩格林》的登场人物泰拉蒙命名。